# Come vinsi la guerra
Come vinsi la guerra (The General) è un film del 1926 di Buster Keaton, co-diretto con Clyde Bruckman. È la storia di un ragazzo che per salvare la propria ragazza durante la guerra di secessione americana, nonostante non sia nemmeno arruolato, riesce a respingere da solo un intero esercito nemico.
Nel 1989 è stato inserito fra i film conservati nel National Film Registry presso la Biblioteca del Congresso degli Stati Uniti. Nel 2007 l'American Film Institute l'ha inserito al diciottesimo posto della classifica dei cento migliori film americani di tutti i tempi e nel 2000 lo ha inserito al diciottesimo posto nella classifica delle 100 migliori commedie americane di tutti i tempi.
È anche considerato da molti il miglior film di Buster Keaton e uno dei più grandi film del primo 900.

## Trama

### Prologo
Nel 1861, durante la guerra civile americana, il ferroviere Johnnie Gray è a Marietta in Georgia per far visita all'altra sua passione oltre alla locomotiva (The General) che conduce: la sua fidanzata Annabelle. Durante la visita a casa di lei, il padre e il fratello della donna parlano della guerra e della loro volontà di arruolarsi subito nell'esercito, al che la donna chiede anche a lui di arruolarsi. Johnnie, per accontentarla, si precipita all'ufficio di leva, riuscendo a saltare la fila e a presentarsi per primo. Ma quando gli viene chiesta la sua occupazione viene scartato perché ritenuto più utile come macchinista che come soldato. Sconsolato, senza sapere il motivo del rifiuto, tenta invano di ripresentarsi, venendo alla fine buttato fuori dall'ufficio. Mentre va via viene riconosciuto dal fratello e dal padre della ragazza che lo invitano a mettersi in fila, cosa che lui rifiuta di fare senza spiegare che in realtà aveva già provato ad arruolarsi, facendo involontariamente credere ai due di essere renitente. Questi ultimi riferiscono il fatto alla ragazza che, delusa, gli dice di non volerlo più vedere e che gli rivolgerà la parola solo quando lo vedrà in divisa.

### Il sequestro del treno
Un anno dopo, in un accampamento dell'Unione (i Nordisti) presso Chattanooga, il generale Thatcher e il suo aiutante capitano Anderson studiano un piano: mascherati da civili assalteranno presso Big Shanty un treno sudista proveniente da Atlanta, risalendo verso nord e devastando i ponti e la linea ferroviaria tagliando in due la principale strada ferrata sulla quale viaggiano i rifornimenti ai Sudisti lungo il fronte, al confine col blocco del Nord. Il piano viene approvato e viene mandato a prendere il generale Parker. Tutto sembra perfetto ma i nordisti non hanno fatto i conti col fatto che il treno diretto al fronte era quello guidato da Johnnie.
Alla fermata per la cena tutti scendono, ma il caso vuole che la ex-ragazza di Johnnie, che alla partenza l'aveva ignorato sdegnosamente, torni nel vagone bagagli per prendere qualcosa: così, mentre i Nordisti vestiti da civili staccano la locomotiva con i primi vagoni dal resto del convoglio, viene rapita. 

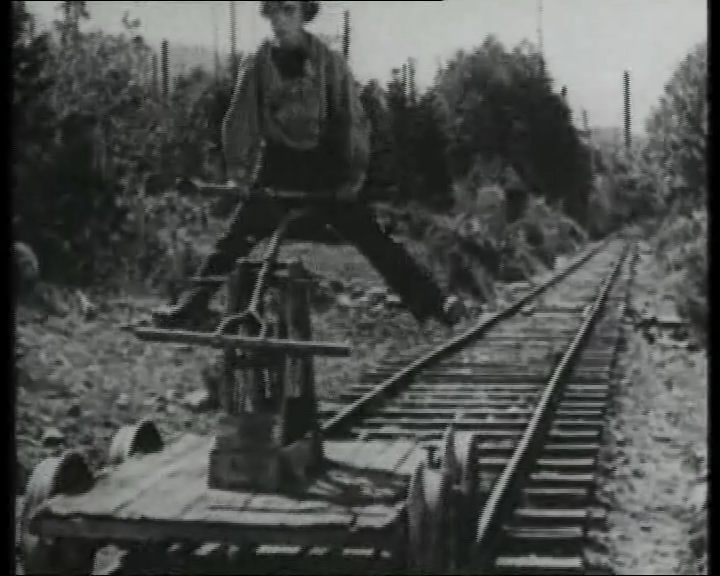
Una scena

### L'inseguimento
Johnnie dà subito l'allarme e si lancia all'inseguimento, anche se resta solo e deve prendere un carrello a spinta per inseguire i sequestratori. Nel frattempo i Nordisti camuffati iniziano il sabotaggio della linea: tagliano i fili del telegrafo per impedire di dare l'allarme, staccano un binario ecc. I sabotaggi mettono fuori uso il carrello e Johnnie prosegue un pezzo su una bicicletta rubata a un uomo di passaggio. Riesce però ad arrivare alla stazione successiva, dove il treno sequestrato era appena passato senza destare sospetti, dove dà l'allarme ad alcuni soldati e parte con un nuovo treno all'inseguimento. Dopo aver fatto un po' di strada alla guida della locomotiva si volta e vede che i vagoni non erano attaccati! Allora decide ormai di proseguire da solo e carica anche un cannoncino poco più avanti. I sabotatori intanto si accorgono di essere inseguiti: buttano dei legni sui binari e rompono una cisterna. Rocambolescamente Johnnie riesce a superare gli ostacoli. Allora i Nordisti sono preoccupati, perché vedono la locomotiva e pensano che dietro ci sia un intero convoglio pieno di soldati. Johnnie intanto carica il cannoncino, ma, dopo un tentativo fallito, riesce a riempirlo di polvere da sparo, ma resta impigliato nel gancio: il cannone si stacca, ma il gancio che batte sui binari lo fa salterellare, facendolo inclinare pericolosamente verso la locomotiva stessa! Quando tutto sembra perduto ecco una curva che permette al proiettile di arrivare preciso vicino al treno inseguito.

### I tranelli

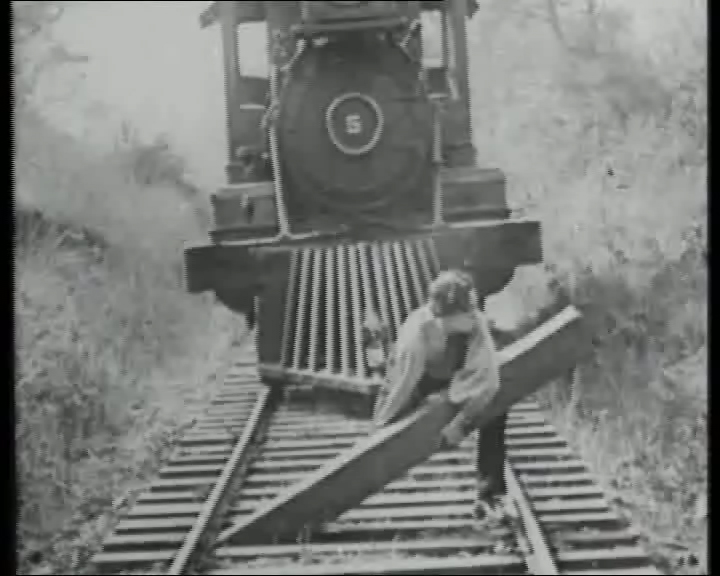
Una scena

I Nordisti continuano a cercare di fermare l'inseguitore con vari espedienti. Prima gli sganciano un vagone contro, che Johnnie prova a togliere a uno scambio, per poi ritrovarselo davanti, finché non deraglia per un legno lasciato sui binari dagli stessi nordisti. Poi Johnnie si libera degli altri legni scendendo al volo dalla locomotiva. Poi viene messo in un vicolo cieco da uno scambio azionato a trabocchetto e mentre fa ripartire il treno, per una distrazione rischia di restare a piedi.
Sotto un ponte coperto viene allora sganciato un vagone incendiato, perché riempia di fumo il passaggio. Con uno scambio e una retromarcia anche questo espediente sarà superato.

### Tra due eserciti
Nel frattempo a Chattanooga l'esercito sudista ha l'ordine di ritirarsi e l'esercito del Nord avanza. Johnnie non si accorge di niente, occupato a spaccare la legna, ma i sequestratori si travestono velocemente da sudisti. A un certo punto la ferrovia fa una curva passando sotto un ponte e per poi risbucare sul ponte stesso. Da lassù i nordisti vedono il loro inseguitore scoprendo che è un uomo solo. Allora Johnnie si dà alla fuga, temendo di venire assalito dagli avversari e si rifugia nel bosco dove è ormai notte, sotto un fortunale.

### Nel quartier generale nemico

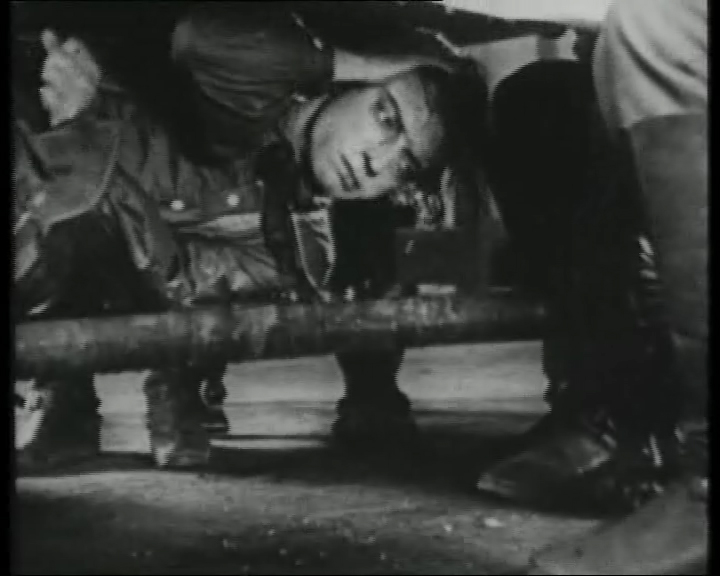
Sotto il tavolo

Johnnie arriva a una casa illuminata ma che sembra vuota e vi si intrufola. La casa è in realtà il quartier generale dei Nordisti, e quando i generali tornano nella sala da pranzo, dove era finito Johnnie, lui si nasconde sotto il tavolo. Qui ascolta i piani del nemico e vede anche l'ostaggio trovato sul treno, che altri non è se non la sua ragazza. I piani sono quelli di incontrare il generale Parker riunendo gli eserciti, prima di sferrare un attacco a sorpresa: il punto cruciale è però passare un ponte, per riunirsi coi nordisti.
Johnnie, che ha subito qualche calcio e una bruciatura da un sigaro appoggiato alla tovaglia, aspetta che tutti vadano a letto, per entrare nella stanza della ragazza dalla finestra, dopo aver steso una sentinella nordista ed essersi messo l'uniforme. Lei è molto sorpresa di vederlo, ma ha l'uniforme (quindi può parlargli!), inoltre le dice che è lì per salvarla. In silenzio (nonostante Johnnie faccia rovesciare un intero tavolino), scappano nel bosco, dove passano la notte sotto la pioggia tra fulmini, orsi e tagliole. Prima di addormentarsi lei lo ringrazia di essersi infiltrato tra i nemici pur di salvarla.

### Un nuovo inseguimento

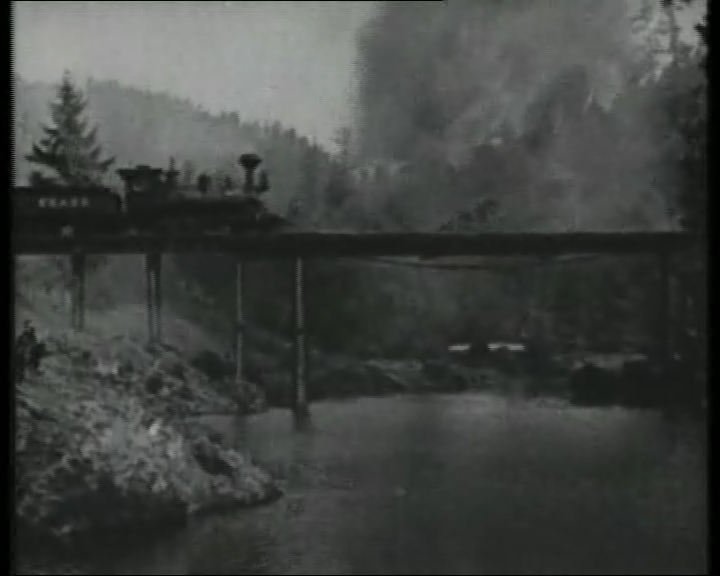
Il crollo del ponte

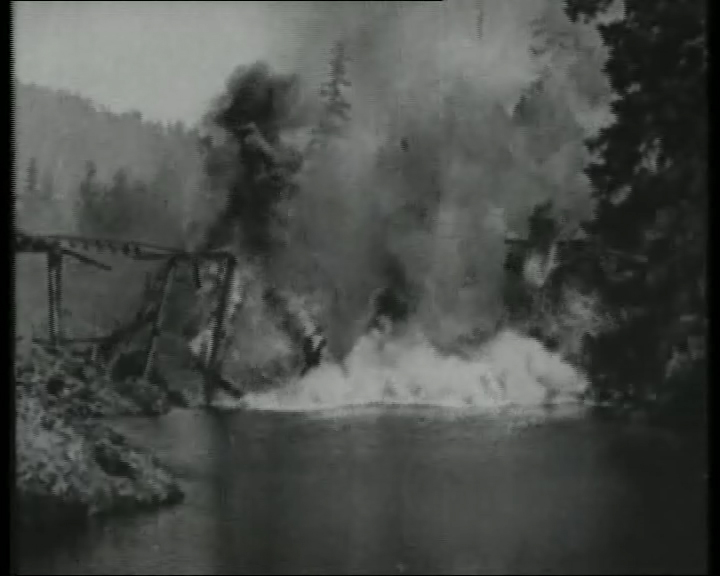
Il crollo del ponte

La mattina i due si svegliano bagnati ma salvi e Johnnie elabora un piano per avvisare le truppe sudiste dell'attacco a sorpresa: mette la ragazza in un sacco e la carica in spalla dirigendosi verso l'accampamento nordista, qui stacca un giunto tra i vagoni e carica la ragazza tra le merci. Mentre carica la legna sulla locomotiva, tira un colpo in testa al generale, tramortendolo, e parte col treno, giocando sull'effetto sorpresa.
I Nordisti allora partono all'inseguimento. Questa volta è Johnnie a creare tranelli per rallentare gli inseguitori: abbatte un palo del telegrafo in modo che non diano l'allarme, riempie la ferrovia di ostacoli e rompe la cisterna dell'acqua; la ragazza intanto, liberata, tende un tranello con una corda tra due alberi. Tutto viene scavalcato e la locomotiva fuggitiva viene anche raggiunta, ma il rilascio di un vagone rallenta gli inseguitori. Uno scambio piegato con una catena crea un ostacolo più lungo da superare.
Nel frattempo Johnnie, che ha lasciato la guida alla ragazza, rimane a piedi. La insegue e quando sta per risalire lei mette la retromarcia per sbaglio e deve ricominciare tutto daccapo. Riesce e a risalire e a frenare proprio quando sta arrivando il treno nordista, che finisce però a fianco, su un binario cieco, per via dello scambio. Mentre i nordisti cercano di sistemare lo scambio Johnnie arriva al fatidico ponte, il Rock River Bridge, dove, col petrolio della lampada del fanale e con la legna del treno, Johnnie accende un incendio, proprio al centro di un'arcata del ponte. Quando è il momento di ripartire Johnnie è rimasto tagliato indietro dalle fiamme e deve fare un salto nel fuoco.

### Il ponte infuocato
La divisione nordista nel frattempo raggiunge il convoglio alleato e lo aiuta a aggiustare lo scambio, dirigendosi verso il ponte. Johnnie entra nel campo sudista, trova una divisa per cambiarsi e arrivato al campo riesce a dare l'allarme.
Quando i nordisti arrivano al ponte un generale dice che non è bruciato abbastanza da impedire il passaggio: la locomotiva passa, ma quando arriva al centro rovina nel fiume (la scena è girata dal vero, senza modellini), lasciando a bocca aperta i nordisti che restano imprigionati nel territorio nemico.
Tra le due sponde allora si schierano i due eserciti e scoppia una battaglia, finché i nordisti non si ritirano. Johnnie, che è riuscito a uccidere un cecchino grazie alla spada non fissata all'elsa, spara un colpo di cannone che va a schiantarsi proprio sulla vicina diga, facendo allagare il fiume, che travolge gli ultimi nordisti nascosti tra le rocce. Johnnie riesce anche a colpire l'ultimo vagone del secondo convoglio nordista, che non può più fare la retromarcia. Presa la bandiera sudista egli la può sventolare in segno di vittoria su una rupe, saltando però accidentalmente sulla schiena di un generale lì appollaiato.

### L'eroe del giorno

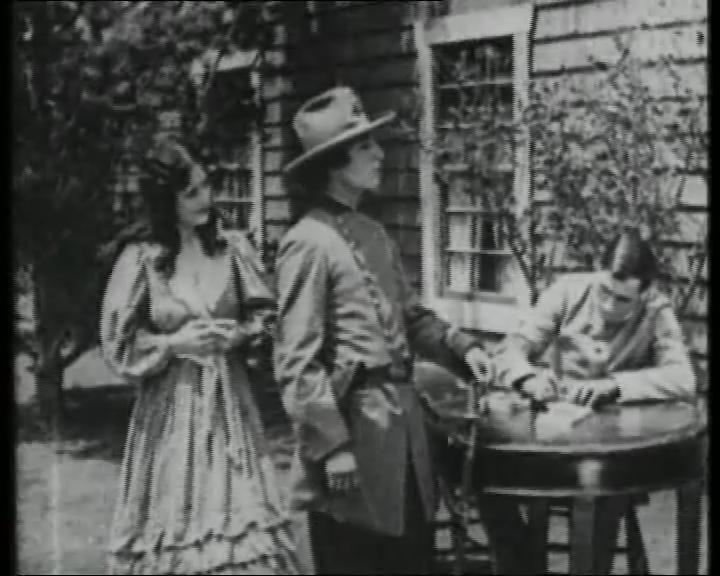
Un nuovo tenente

Tornato all'accampamento l'esercito vittorioso viene celebrato. Johnnie torna sulla locomotiva, appena in tempo per vedere il generale nordista, tramortito da quando il treno era stato sequestrato, che rinviene facendosi arrestare senza opporre resistenza. Consegna la sua spada al generale sudista, che allora fa togliere l'uniforme a Johnnie, che ha ammesso che non è sua: ma non per punirlo, ma per dargli quella da tenente, suggellando il tutto con la consegna della spada presa al generale nemico.
Johnnie allora è riuscito a vincere la sua guerra e torna orgoglioso dalla sua fidanzata. Ma non riesce a baciarla, perché ogni soldato che passa deve salutarlo con la destra. Allora alla fine si sposta sul lato sinistro e saluta tutti mentre col viso bacia la sua donna.

## Caratteristiche
Il film è considerato tra le migliori realizzazioni di Buster Keaton, dove si dispiega appieno la precisione del meccanismo comico keatoniano, basato su un continuo gioco di logica, dove ogni senso viene rovesciato continuamente, in un rocambolesco gioco per gli occhi e per la mente: quello che è minaccioso diventa un aiuto, quello che sembra facile è difficilissimo e le cose impossibili vengono superate senza sforzo.
Notevole è la tensione generata dagli inseguimenti in treno, effettuati senza l'uso di modellini, nemmeno nella scena dove una locomotiva finisce in un fiume.
La maschera impassibile di Keaton diventa il simbolo dell'individuo semplice e innocente, che vive i fatti storici dando l'impressione di non accorgersi mai di quello che accade intorno a lui. La guerra è descritta senza drammaticità e senza senso tragico, come una girandola inutile.